# Cantó de Châteauneuf-sur-Cher
El cantó de Châteauneuf-sur-Cher és un cantó francès del departament del Cher, situat al districte de Saint-Amand-Montrond. Té 11 municipis i el cap és Châteauneuf-sur-Cher.

## Municipis
- Chambon
- Châteauneuf-sur-Cher
- Chavannes
- Corquoy
- Crézançay-sur-Cher
- Saint-Loup-des-Chaumes
- Saint-Symphorien
- Serruelles
- Uzay-le-Venon
- Vallenay
- Venesmes

## Història
| Data d'elecció                           | Identitat         | Partit        | Qualitat |
| ---------------------------------------- | ----------------- | ------------- | -------- |
| 1945-1964                                | M. Vannier        | radical       |          |
| 1964-1988                                | Daniel Perrot     | PCF           |          |
| 1988-1994                                | Jean Vigneron     | PCF           |          |
| 1994-                                    | William Pelletier | Divers droite |          |
| les dades anteriors no són pas conegudes |                   |               |          |
|                                          |                   |               |          |

## Demografia
| A partir de 1990: Població sense dobles comptes |